# Saito Taichiro
Taichiro Saito (sinh ngày 19 tháng 6 năm 1982) là một cầu thủ bóng đá người Nhật Bản.

## Sự nghiệp câu lạc bộ
Taichiro Saito đã từng chơi cho Vegalta Sendai.